# Stainz
Stainz (slovensko: Ščavnica) je manjše mesto in okrožno središče na Štajerskem v južni Avstriji.
V Stainzu je sedež istoimenske avstrijske trške občine (Marktgemeinde), ki je del okrožja Deutschlandsberg. 1. januarja 2015 so se vanjo združile poprejšnje občine Georgsberg, Marhof, Rassach, Stainztal in Stallhof.